# Heupimplantaat

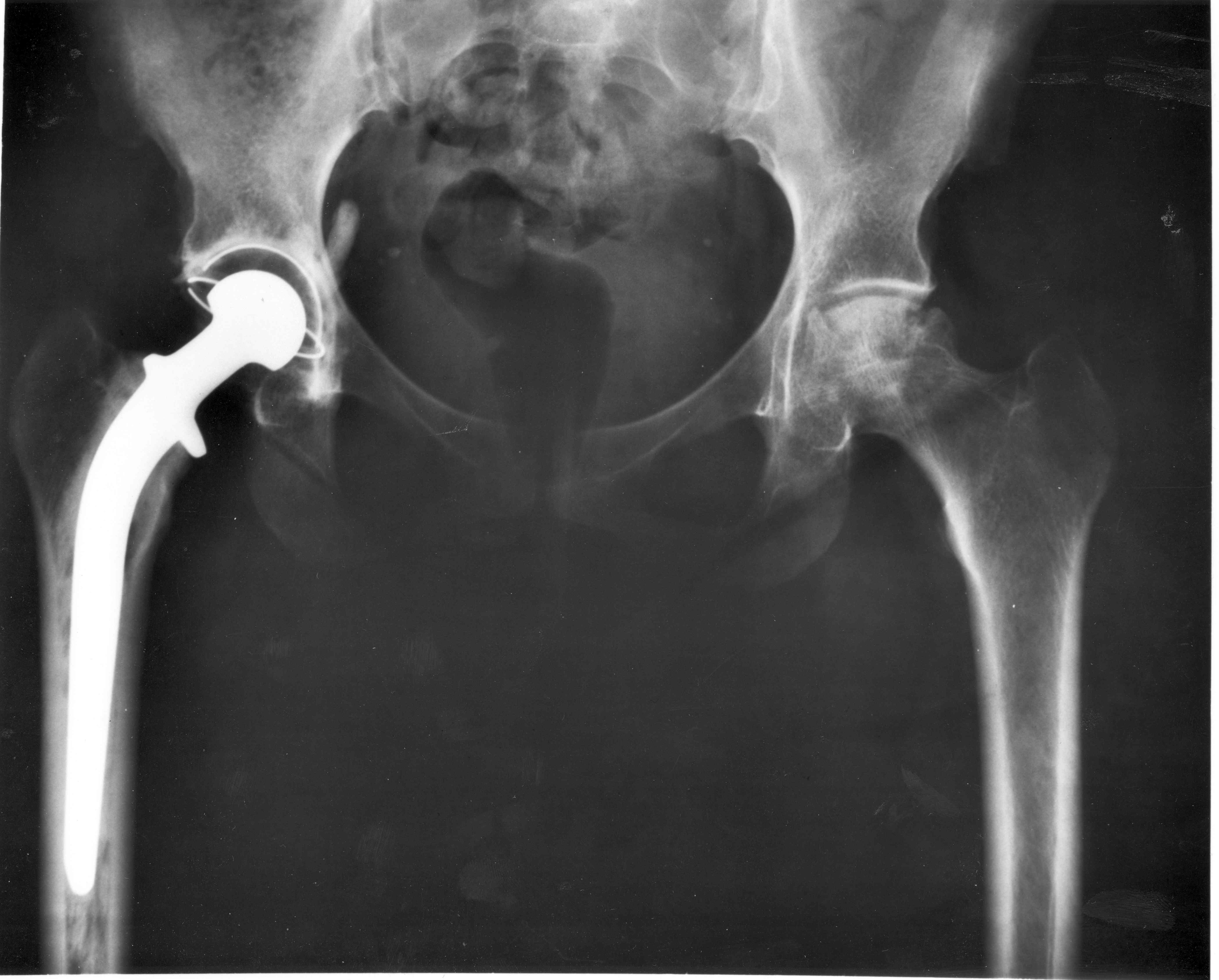
Röntgenfoto van een typisch heupimplantaat in de rechterheup (op de foto links): de metalen heupkop is verankerd in het bovenbeensbot, terwijl in het bekken de heupkom vervangen is door een exemplaar van wit plastic (op de foto transparant)

Een heupimplantaat, kunstheup of endoprothese vervangt een heupgewricht. Het kan nodig zijn het natuurlijke heupgewricht te vervangen als lopen met het eigen heupgewricht te pijnlijk wordt door artrose of artritis met misvorming en pijn. Een andere reden kan zijn een breuk van de dijbeenhals, waarbij het vaak makkelijker is en sneller betere resultaten geeft de heup te vervangen dan de gebroken heup te repareren.

## Typen kunstheupen
Er zijn verschillende typen kunstheup. De heupkom, de heupkop of beide kunnen worden vervangen door implanteerbare materialen, meestal van roestvast staal of titanium, al dan niet gecombineerd met polyetheen (plastic van hoge dichtheid en slijtvastheid). De prothesen kunnen met polymethylmethacrylaat 'botcement' worden vastgezet in het bot, of klemvast worden bevestigd; dit geldt ook voor de heupcup, de prothese in de bekkenkom (het acetabulum). De techniek waarbij de kom in het bot wordt vast geklemd of vastgeschroefd, wordt vooral bij jongere patiënten toegepast.
Een kunstheup bestaat uit meerdere componenten; een steel die in het dijbeen (femur) wordt geplaatst en een kom ('cup') die in het bekken wordt geplaatst. Op de steel kan een kopje geplaatst worden door middel van een conisch toelopend eind (de nek van de prothese). Het kopje wordt op de conische connector van de steel knellend vastgetikt. De buitendoorsnede van dit kopje bedroeg vroeger 22, 26 of 28 mm. Voornamelijk omdat op deze manier het plastic van de kom minder slijt. Hoe groter de diameter van het heupkopje dat bij bewegen in het plastic van de kom moet draaien, des te meer draait het metaal in het plastic(=sliding distance) en des te groter is de slijtage.
Slijtage-partikels van het plastic zetten een afweerreactie in gang die per patiënt in heftigheid kan variëren. Het lichaam reageert met osteolyse: het oplossen van bot (het afweersysteem valt de slijtage-partikels aan als zijnde verontreiniging die moet worden opgeruimd, hierbij komen stoffen vrij die de afbraak van bot versnellen). Uiteindelijk kan de prothese hierdoor zelfs losraken.
Recente ontwikkelingen zijn gericht op het voorkomen hiervan.
Ten eerste: door het verbeteren (crosslinking) van het plastic. Voordeel: minder slijtage-partikels.
Ten tweede: door het vinden van andere contactoppervlakken. Het kopje van metaal in het kommetje van plastic, begint nu uit de gratie te raken. Een metalen kop in een metalen kom of een keramische kop in een keramische kom worden steeds meer gebruikt. Slijtage is hierbij tot een factor 200 minder, hetgeen de duurzaamheid van de prothese ten goede komt. Bovendien kunnen bij metaal-op-metaal combinatie heupkoppen geplaatst worden die qua diameter de anatomische maten benaderen.

## De heupoperatie
Vervanging van het heupgewricht door een heupprothese is een operatie die vaak wordt uitgevoerd. Tijdens de operatie vervangt de orthopedisch chirurg het aangetaste heupgewricht door een kunstgewricht. De chirurg kan kiezen uit verschillende benaderingen van het heupgewricht. Deze benaderingen worden bepaald door waar de chirurg de snede maakt om het heupgewricht te bereiken, bijvoorbeeld aan de zijvoorkant of aan de zijachterkant van het bovenbeen. Alleen bij de achterste benadering worden de spieren losgehaald en wordt het gewrichtskapsel geopend. De chirurg verwijdert de versleten kop en maakt het bekken (de heupkom) pasklaar. Vervolgens plaatst de chirurg een nieuwe kom van kunststof, of een combinatie van kunststof en metaal, in het bekken en een metalen pen met daarop een kop in het bovenbeen. De kop en de kom passen precies in elkaar en samen vormen ze het nieuwe heupgewricht. Wanneer alles op zijn plaats zit, worden de spieren en de operatiewond gesloten met hechtingen. Het litteken dat achterblijft van de snede is ongeveer 15 tot 20 cm lang.
Een heupvervanging is een operatie die de kwaliteit van leven van de patiënt belangrijk kan verbeteren. Mislukkingen zijn betrekkelijk zeldzaam, maar hebben vaak ernstige gevolgen.
Een vervangen heup moet nog steeds met enige omzichtigheid worden behandeld, hoewel de technieken de laatste jaren steeds beter zijn geworden. Zware repeterende belastingen blijven voor een kunstheup problematisch; zo goed als een nieuwe natuurlijke heup is ook de beste kunstheup nog niet.
Problemen die na heupoperaties kunnen voorkomen, zijn onder andere infectie (wat kan leiden tot het moeten vervangen van de prothese), los gaan zitten, en het uit de kom schieten. Zorgvuldige medewerking van de patiënt met betrekking tot de mate van belastbaarheid tijdens de genezing en het vermijden van risicovolle handelingen die de kunstheup zouden kunnen luxeren (uit de kom laten schieten) is een belangrijke voorwaarde voor het slagen van de operatie. Met name voorover buigen met naar buiten gedraaide heup, zoals bij veters strikken, is een risicofactor voor uit de kom schieten.
De operatie wordt vaak aangeduid als de "totale heup" (total hip) operatie. Het 'totale' slaat op kop en kom die beide worden vervangen. Dit in tegenstelling tot de situatie van een breuk van de hals van het heupbot. Dan wordt vaak alleen de (afgebroken) heupkop vervangen, een zogenaamde kophalsprothese.

## Levensduur
De tien-jaarsoverleving van een totaleheupimplantaat is voor patiënten onder 50 jaar 85% en boven 75 jaar ruim 95%.
Als de heup slijt komen er kleine deeltjes van de contactvlakken tussen kom en kop vrij. Bij de poging om deze deeltjes op te ruimen kan er botverlies optreden en de prothese los komen te zitten. Hierdoor kan pijn ontstaan. Verder kan een prothese klachten geven omdat een bacterie bij de heupprothese is gekomen. Deze infectie kan ontstaan tijdens de totale heupprothese-operatie of later via besmetting via de wond of via het bloed. Als de heupprothese los zit, is dit een reden om de heup te vervangen.
Bij een zogenaamde revisie van een heupimplantaat heeft men vaak een minder goede botkwaliteit en kwantiteit. Het plaatsen van een nieuwe prothese is daarom moeilijker en gaat gepaard met hogere complicatierisico's. Een goede methode om het verdwenen bot te herstellen is met behulp van Bone Impaction Grafting. Hierbij gebruikt men bot van de patiënt of uit een donorbank. Na het aanslaan van de botsnippers kan met cement het botdefect opgevuld en de nieuwe heupprothese alsnog geplaatst worden.

## Technische informatie

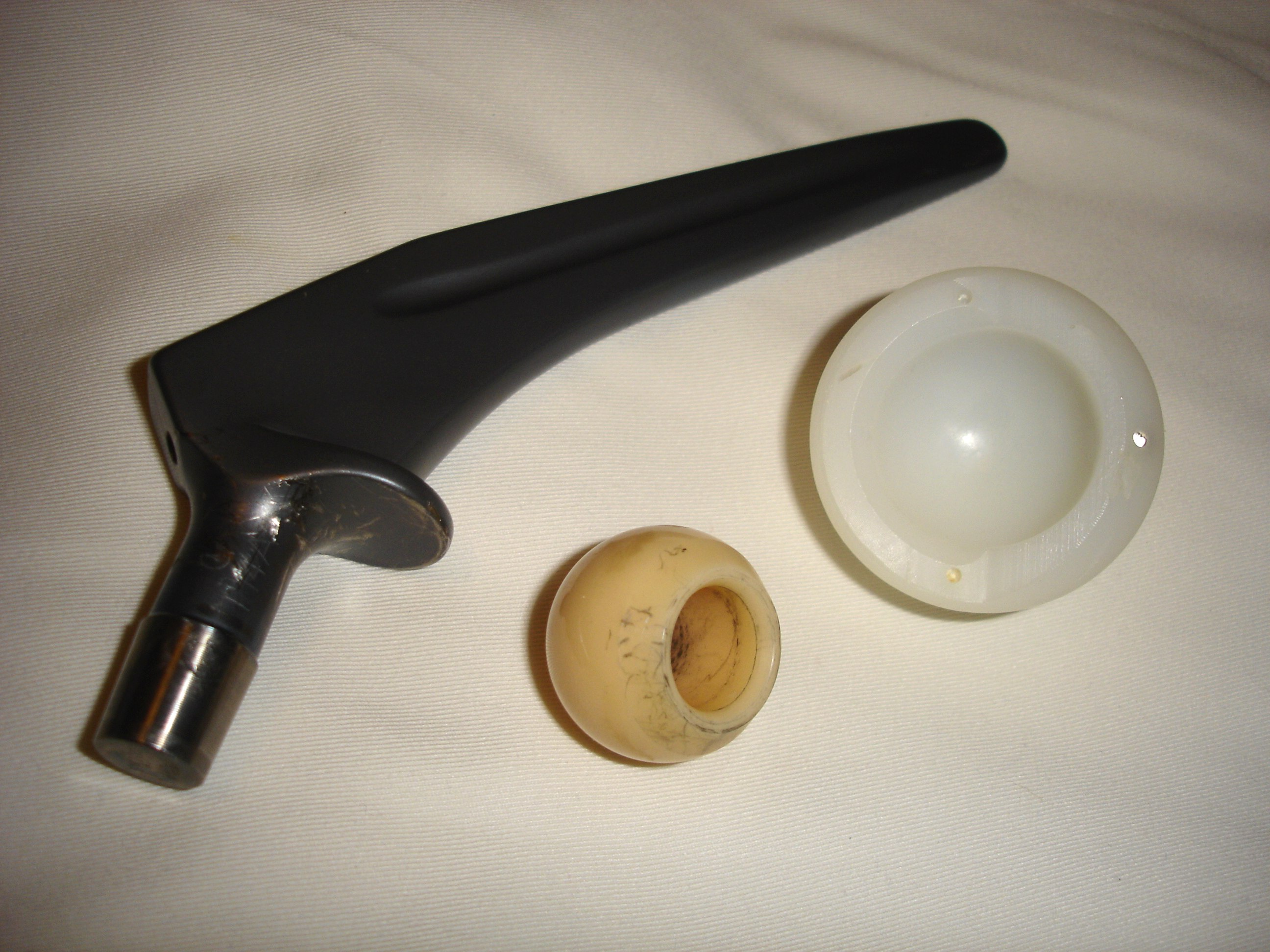
Een titanium prothese met een keramische kop en een polyethyleen acetabulum

Er bestaat een onderscheid tussen gecementeerde en ongecementeerde heupimplantaten. Gecementeerde heupimplantaten worden geplaatst door een polymeer, polymethylacrylaat te gebruiken, waarvan de chemische reactie vergelijkbaar is met tweecomponentenlijm (n.b. cement is geen lijm, omdat het niet chemisch bindt met metaal en bot. Er is een mechanische vergrendeling nodig.) Deze methode werd al door Charnley (ca. 1975) gebruikt en is nog steeds de gouden standaard.
Ongecementeerde heupprothesen zijn gemaakt van titanium, een zeer inert metaal dat weinig slijt en vrijwel nooit allergie opwekt. Hierbij wordt voor de bevestiging geen cement gebruikt maar wordt de prothese zo passend mogelijk in het bot geplaatst nadat dit op maat is gebracht met frezen. Het oppervlak van een dergelijke prothese is ruw en poreus gemaakt, waardoor het bot de neiging heeft en gelegenheid krijgt zich hierop vast te zetten.
Er zijn meer verschillen in materiaal bij gecementeerde en ongecementeerde heupimplantaten. De kom bestaat bij een gecementeerde heup uit polyethyleen en de steel en de kop uit een legering: chroom, kobalt en molybdeen, een hittevaste legering met 60% Co, die technisch de codering "Haynes Alloy-21" heeft. Bij een ongecementeerde heup bestaat zowel de kom als de steel uit titanium. Het contactvlak tussen kop en kom bestaat zowel bij de gecementeerde als de ongecementeerde prothesen in de meeste gevallen uit metaal of keramiek voor de kop en polyethyleen aan de komzijde. De polyethyleen-metaal combinatie blijkt superieur boven andere combinaties zoals metaal op metaal, polyethyleen op keramiek of keramiek op keramiek te zijn. De oudere kommen waren van massief nylon, de tegenwoordige hebben weer een metalen bol als slijtagebeperking met een nylon of teflon binnenvoering. Ook is tegenwoordig de bol op een tapse steel verwisselbaar. Langetermijnresultaten ontbreken vooralsnog.

## Ontwikkelingen

### Minimaal invasieve chirurgie
De laatste jaren wordt steeds vaker een heupprothese geplaatst door middel van een minimaal invasieve operatietechniek. Minimaal invasieve chirurgie is een term die gebruikt wordt voor een reeks technieken bedoeld om kleinere snedes in de huid te maken en de schade aan het (spier)weefsel te beperken. Een voordeel van een heupoperatie via deze techniek is bijvoorbeeld kleinere littekens na de operatie. Het litteken na een minimaal invasieve heupoperatie is ongeveer 10 cm lang, in plaats van 15 tot 20 cm na een klassieke heupoperatie. Een ander mogelijk voordeel is een korter ziekenhuisverblijf en een sneller herstel van de operatie. De patiënt herstelt namelijk sneller omdat er minder schade aan (spier)weefsel ontstaat tijdens de ingreep.

### Computernavigatie
Een van de belangrijkste aspecten bij een heupoperatie is dat de chirurg precies kan zien wat er gebeurt bij het plaatsen van de heupprothese. Kleinere snedes in de huid maken dit moeilijker. Dit kan ertoe leiden dat de heupprothese niet op de juiste manier geplaatst wordt.
Een oplossing voor het slechter zicht tijdens de operatie is het gebruik van een computernavigatiesysteem, met dit systeem kan de chirurg bepaalde oriëntatiepunten “zien” die hij anders niet zou kunnen zien, waardoor het mogelijk is om de heupprothese met minstens net zoveel precisie als bij de klassieke heupoperatie te plaatsen.

### Resurfacing
Een andere recente ontwikkeling is die waarbij de kop niet verwijderd wordt, maar afgefreesd en bedekt met een metalen cup, terwijl de kom in het bekken ook een cup krijgt, vandaar de naam dubbelcup.
Deze techniek van 'resurfacing' is herontwikkeld door dr. McMinn. Het was in de afgelopen 100 jaar al vaker geprobeerd maar had nooit langdurig resultaat. Deze nieuwe generatie dubbelcups was in 2011 zo'n tien jaar te gebruik, de resultaten bleken bij evaluatie niet onverdeeld gunstig. De follow-up periode van de standaard prothesen is al veel langer. Van de ongecementeerde protheses bijvoorbeeld gaat een aantal al meer dan 20 jaar mee. Er zijn daarin wel verschillen.
Theoretisch heeft de zogeheten resurfacingtechniek een aantal voordelen, zoals een kleinere kans op een heupluxatie door de grotere kop en minder botverlies, zodat een eventuele heroperatie makkelijker is. Ook behoud van het natuurlijke draaipunt van de heup en kleinere slijtage van metaal op metaal zijn voordelen. Nadelen zijn dat de ingreep technisch moeilijker is en dat de incisie (snede) groter moet zijn.
De revalidatie verloopt over het algemeen wat vlotter dan bij volledige heupprothesen. De ingreep omvat bij de 'achterste benadering' het doorsnijden van de korte exorotatoren (spieren) aan de achterkant van de heup; de musculus piriformis, de musculi gemelli en de musculus obturatorius externus, en het terughechten hiervan, en het in de lengte klieven van de musculus glutaeus maximus. De periode van hospitalisatie is vaak wat korter dan bij de conventionele heupprothese, maar dat heeft vooral te maken met het feit dat de resurfacingprothese meestal bij jongere patiënten ingebracht wordt.

### Maatwerk
De orthopeed zal een heup zoveel mogelijk volgens de bestaande stand reconstrueren. Een prothese kan meer of minder diep geplaatst worden, met meer of minder anteversie (naar voren wijzen) of retroversie (naar achter wijzen), en er zijn heupkoppen van verschillende lengten.
Om een nog nauwkeuriger instelling en maatvoering mogelijk te maken is er een heupprotese met modulaire nek. De nek is het gedeelte tussen de heupsteel die in het bovenbeen wordt vastgezet en de heupkop. Door gedurende de operatie te kiezen voor een nekgedeelte met precies de juiste lengte en hoek is het mogelijk de te vervangen heup optimaal te reconstrueren.